# Sporothrix schenckii

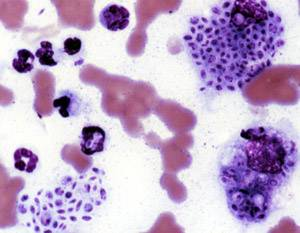
Cytologia wysięku przy sporotrychozie u kotów; liczne wewnątrzkomórkowe formy drożdży

Sporothrix schenckii Hektoen & C.F. Perkins – gatunek grzybów mikroskopijnych z rodziny Ophiostomataceae. Występuje na całym świecie.

## Systematyka i nazewnictwo
Pozycja w klasyfikacji według Index Fungorum: Sporothrix, Ophiostomataceae, Ophiostomatales, Diaporthomycetidae, Sordariomycetes, Pezizomycotina, Ascomycota, Fungii.
Jest gatunkiem typowym rodzaju Sporothrix. Po raz pierwszy opisali go w 1901 roku Ludwig Hektoen i C.F. Perkins. Ma ponad 50 synonimów naukowych. Niektóre z nich:
- Rhinocladium schenckii (Hektoen & C.F. Perkins) Verdun
- Rhinotrichum schenckii (Hektoen & C.F. Perkins) M. Ota
- Sporotrichum beurmannii var. schenckii (Hektoen & C.F. Perkins) Redaelli & Cif.

## Charakterystyka
Grzyby dymorficzne. Ich wolno żyjące formy strzępkowe występują w glebie, drewnie. Gdy przez rany lub wraz z wdychanym powietrzem dostaną się do ciała ludzi i zwierząt, następuje ich przemiana w formę drożdżową, która powoduje chorobę zwaną sporotrychozą. Infekcje grzybem Sporothrix schenckii są częste w niektórych rejonach geograficznych, np. w Peru. Sporotrychoza może być błędnie rozpoznana jako piodermia zgorzelinowa.
Kolonie grzyba rozrastają się umiarkowanie szybko w temperaturze 25 °C. Są one wilgotne, posiadają drobno pofałdowaną powierzchnię. Ich kolor początkowo jest biały, z czasem staje się kremowy do ciemnego brązu. W temperaturze 37 °C, kolonie przechodzą w formę drożdżopodobną o barwie od kremowej do beżowej.